# Second capitaine

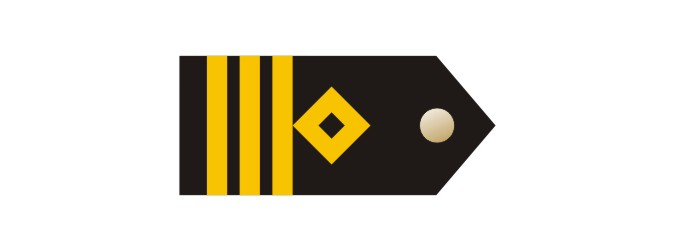
Insigne d'un navire de commerce.

Le second capitaine d'un navire de commerce est l'adjoint du capitaine du navire, aussi connu comme premier officier du pont ou simplement le Second ou  le commandant en second. À ce titre il est appelé à le remplacer en cas de besoin.
Le second capitaine est un marin expérimenté, qui fait partie des officiers supérieurs du navire et dispose d'un pouvoir de décision et d'organisation à bord. Le poste de second capitaine a évolué au rythme de la spécialisation des navires et de la diversification des activités commerciales maritimes.

## Règlementation
Comme pour tout poste à bord d'un navire de commerce la Convention Internationale sur les normes de formation des gens de mer STCW 95 définit les compétences requises pour la délivrance du Brevet de Second Capitaine.
La Convention définit deux catégories de navires, ceux dont la jauge est inférieure à 3000 (unités UMS) et ceux dont la jauge est supérieure à 3000 (unités UMS). À chaque catégorie correspond un brevet de second capitaine.
Le candidat doit avoir passé du temps à la mer en tant qu'officier chargé du quart, et doit obtenir un diplôme à l'issue d'une formation de capitaine car il doit être capable de le remplacer.
Un second capitaine doit notamment être titulaire de tous les certificats requis pour occuper la fonction de capitaine.
En France la formation est dispensée dans l'École Nationale Supérieure Maritime, elle est sanctionnée par le Diplôme d’Études Supérieures de la Marine Marchande qui mène au titre de navigation, le Brevet de Second Capitaine.

## Chargement et stabilité
Selon les navires le second doit remplir des tâches très différentes.
Sur un navire de charge il est responsable du chargement de la cargaison et de la stabilité du navire. C'est lui qui organise les séquences de chargement, s'assure de l'arrimage et du saisissage. Il vérifie les compatibilités des marchandises dangereuses, l'état des marchandises à l'embarquement et donne les consignes relatives au chargement aux dockers et aux lieutenants. Il vérifie la condition des marchandises lors du voyage et prend les mesures nécessaires pour assurer leur bon état.
Le second élabore le plan de ballastage/déballastage, et il fait établir l'état des capacités, c'est-à-dire qu'il fait sonder tous les ballasts et réservoirs, ainsi que les mailles sèches, pour les intégrer dans ses calculs de stabilité. Il rend compte au capitaine de ses calculs.

## Opérations
Les seconds capitaines de navires de services sont eux aussi des spécialistes. Ils sont toujours responsables de la stabilité du navire mais leur emploi principal réside dans leurs connaissances. Un second capitaine de navire câblier sera familier des aspects techniques et opérationnels de la pose de câble, tandis qu'un second capitaine de navire scientifique sera un spécialiste de la mise à l'eau d'engins en coordination avec une équipe scientifique.
La liste est infinie, des navires releveurs d'ancres aux dragues portuaires, chaque navire de service a ses spécificités et son poste particulier de second.

## Service Pont
Le second capitaine est le chef de service du pont, composé du ou des lieutenants ainsi que du maître d'équipage et des matelots. Il organise la maintenance des apparaux du navire, du matériel de sécurité et organise l'entretien général : peinture, nettoyage, graissage. Il est pour cela en liaison avec le chef mécanicien, chef de service de la machine. Il remplit la feuille de notes des membres de son service, et organise la formation des membres d'équipage.
Le second capitaine a un rôle très important de logisticien du bord car il est responsable des approvisionnements en pièces détachées pour le pont, câbles, chaînes, aussières, apparaux de saisissage, mais aussi papeterie, armement de sécurité, matériel informatique et d'une manière générale tout ce qui est nécessaire au navire. 
Selon la taille du navire et le rôle d'équipage le second peut être chef de quart, et sur les navires de fort tonnage il est présent à la passerelle lors de manœuvres pour assister le capitaine et se former. Il peut également être désigné comme agent de sûreté du navire (ISPS). Le second peut déléguer certaines de ses responsabilités aux lieutenants, et il est d'habitude chargé de la formation des élèves.

## Variations
À la discrétion des compagnies maritimes des postes de même nature existent, sous d'autres noms comme Commandant adjoint par exemple. Des navires spécialisés fonctionnant 24h/24h peuvent aussi compter des Officiers Opération de même rang que le second capitaine et ayant des tâches similaires pour avoir en permanence un officier d'expérience éveillé.